# Ebbenhouten Schoen 2007
De verkiezing van de Ebbenhouten Schoen 2007 werd op 30 april 2007 gehouden. De in Burundi geboren aanvaller Mohammed "Meme" Tchité won de Belgische voetbaltrofee voor de eerste keer. Tchité kwam de prijs in traditionele Afrikaanse klederdracht oppikken.

## Winnaar
RSC Anderlecht haalde Meme Tchité net voor het sluiten van de transfermarkt weg bij concurrent Standard Luik. Bij Anderlecht toonde Tchité zijn uitzonderlijke neus voor doelpunten. Hij werd net geen topschutter en scoorde ook vaak op belangrijke momenten. Zo hielp hij bijvoorbeeld zijn team naar de zege in de derby tegen FC Brussels. Tchité scoorde toen in de laatste minuut met een omhaal het enige doelpunt van de wedstrijd. De goal werd later verkozen tot "Doelpunt van het Jaar". Ook in de topper tegen Club Brugge scoorde hij het enige doelpunt van de partij. Anderlecht sloot het seizoen 2006/07 af als landskampioen en Tchité kreeg naast de Ebbenhouten Schoen ook de trofee voor Profvoetballer van het Jaar.
Tchité mocht de trofee voor aanvang van een thuiswedstrijd tegen SK Beveren in ontvangst nemen. Tchité, op dat ogenblik geblesseerd, zat echter vast in de file op de Brusselse ring en kwam te laat voor de overhandiging. Olivier Deschacht nam de trofee daarom in zijn plaats in ontvangst.

## Nationaliteit
Tchité werd geboren in Burundi, maar zijn moeder is een Rwandese en zijn vader een Congolees. Tchité zelf heeft zowel de Burundese, Congolese als Rwandese nationaliteit en speelde ooit nog voor de nationale jeugdploegen van Burundi. Een jaar na het veroveren van de Ebbenhouten Schoen liet Tchité zich ook tot Belg naturaliseren.

## Uitslag
| Nr.        | Land                                  | Naam              | Club(s)        | Punten     |
| Finalisten | Finalisten                            | Finalisten        | Finalisten     | Finalisten |
| ---------- | ------------------------------------- | ----------------- | -------------- | ---------- |
| 1.         | Vlag van Burundi                      | Meme Tchité       | RSC Anderlecht | 247        |
| 2.         | Vlag van Egypte                       | Ahmed Hassan      | RSC Anderlecht | 187        |
| 3.         | Vlag van Togo                         | Adekanmi Olufade  | KAA Gent       | 143        |
| 4.         | Vlag van Marokko · Vlag van België    | Marouane Fellaini | Standard Luik  | 138        |
| 5.         | Vlag van Marokko · Vlag van Nederland | Mbark Boussoufa   | RSC Anderlecht | 105        |

1992 · 1993 · 1994 · 1995 · 1996 · 1997 · 1998 · 1999 · 2000 · 2001 · 2002 · 2003 · 2004 · 2005 · 2006 · 2007 · 2008 · 2009 · 2010 · 2011 · 2012 · 2013 · 2014 · 2015 · 2016 · 2017 · 2018 · 2019 · 2020 · 2021 · 2022 · 2023 · 2024